# Dals-Eds kommun
Dals-Eds kommun är en kommun i Västra Götalands län, i före detta Älvsborgs län. Centralort är Ed.
Kommunen är till stor del skogbevuxen. Området präglas av ett sprickdalslandskap med sprickdalssjöar så som en av Sveriges djupaste sjöar, Stora Le. Centrum för kommunens näringsliv är tätorten Ed som också är en känd turistort. 
Kommunens befolkning ökade fram till 1990, men har därefter minskat. Sedan åtminstone 1994 har kommunen styrts av borgerliga partier.

## Administrativ historik
Kommunens område motsvarar socknarna: Dals-Ed, Gesäter, Håbol, Nössemark, Rölanda och  Töftedal. I dessa socknar bildades vid kommunreformen 1862 landskommuner med motsvarande namn. 
Den 8 april 1927 inrättades Eds municipalsamhälle i Dals-Eds landskommun.
Vid kommunreformen 1952 bildades storkommunen Dals-Ed av de tidigare kommunerna Dals-Ed , Gesäter, Håbol, Nössemark, Rölanda och Töftedal. Eds municipalsamhälle upplöstes den 31 december 1957.
Dals-Eds kommun bildades vid kommunreformen 1971 genom en ombildning av Dals-Eds landskommun.
Kommunen ingick från bildandet till 1 maj 1999 i Åmåls domsaga och ingår sen dess i Vänersborgs domkrets.

## Geografi
Kommunen är belägen i de nordvästra delarna av landskapet Dalsland och gränsar i norr till Årjängs kommun i Värmlands län, i öster till Bengtsfors kommun och i söder till Färgelanda kommun, båda i före detta Älvsborgs län. I sydväst gränsar kommunen till Munkedals kommun och i väster till Tanums kommun, båda i före detta Göteborgs och Bohus län. I väster gränsar kommunen också till Haldens kommun och Aremarks kommun i Østfold fylke i Norge.

### Topografi och hydrografi
Kommunen är till stor del skogbevuxen. Området präglas av ett sprickdalslandskap där berggrunden består av gnejs. En sprickdalssjö i nord-sydlig riktning är Stora Le,  en av Sveriges djupaste sjöar som når ett djup på drygt 100 meter. Stora Le har även många ishavsrelikter, organismer som isolerats i sjön efter isavsmältningen. Ett exempel är hornsimpa. Ett annat exempel på vattendrag är Örekilsälven som följer en nordnordöstlig–sydsydvästlig sprickriktning. Vid Gesäter flyter Örekilsälven och Töftedalsån samman. I den lerfyllda dalgången har vackra raviner bildats.
Det finns flera områden I kommunen som anses ha särskilt höga naturvärden. Som exempel kan nämnas en markant, ryggformad israndbildning vid Gillanda. Dals-Ed-komplexet är ett stort område med isälvsdeltan och moränryggar som ingår i det mellansvenska randstråket och bildades under istidens sista kalla skede för omkring 10 500 år sedan.
Nedan presenteras andelen av den totala ytan 2020 i kommunen jämfört med riket.
|  | Bebyggelse (2,6 %) |

|  | Skog (82,1 %) |

|  | Öppen myrmark (3,2 %) |

|  | Jordbruksmark (5,7 %) |

|  | Övrig mark (6,4 %) |

|  | Bebyggelse (3,1 %) |

|  | Skog (68,0 %) |

|  | Öppen myrmark (7,2 %) |

|  | Jordbruksmark (7,4 %) |

|  | Övrig mark (14,3 %) |

### Naturskydd
Mellan Stora Le och norska gränsen ligger Tresticklans nationalpark som utgörs av ett sprickdalslandskap med omfattande naturskogar, nästan helt opåverkade av modernt skogsbruk. År 2023 fanns, utöver nationalparken, 13 Naturreservat i Dals-Eds kommun.

### Administrativ indelning
Fram till 2016 var kommunen för befolkningsrapportering indelad i ett område Dals-Eds församling.

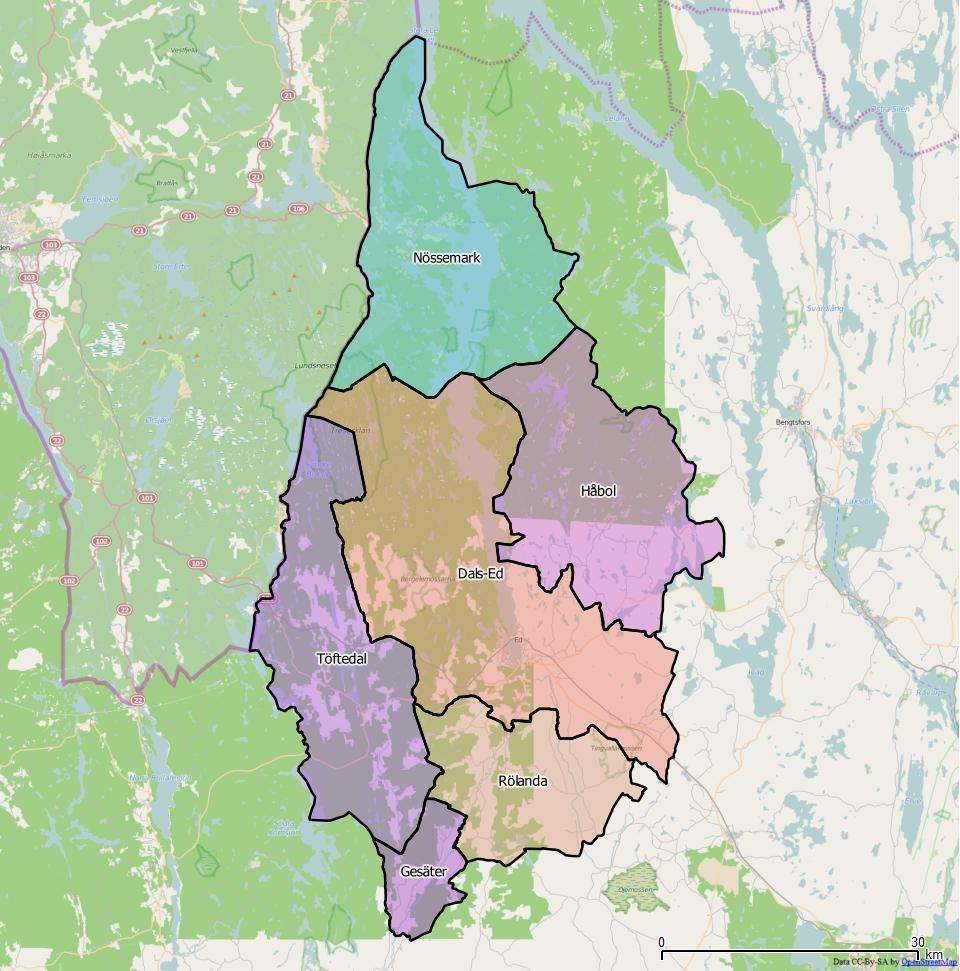
Distrikt (socknar) inom Dals-Eds kommun

Från 2016 indelas kommunen istället i sex  distrikt, vilka motsvarar de tidigare socknarna:
| - Dals-Ed - Gesäter - Håbol - Nössemark - Rölanda - Töftedal |

### Tätorter
I kommunen finns bara en tätort: Ed med en befolkning 2015 på 2 994 personer.

## Styre och politik

### Styre
| 1994–2006 | C | KD | M  | FP |
| 2006–2010 | C | M  | KD |    |
| 2010–2014 | C | M  | KD | L  |
| 2014–2018 | C | M  | KD | L  |
| 2018–2022 | C | M  | KD | L  |
| 2022–2026 | C | M  | KD | L  |

### Kommunfullmäktige

#### Presidium
| Presidium 2022–2026    | Presidium 2022–2026 | Presidium 2022–2026 |
| ---------------------- | ------------------- | ------------------- |
| Ordförande             | C                   | Christina Virevik   |
| Förste vice ordförande | M                   | Jan Johansson       |
| Andre vice ordförande  | S                   | Carina Halmberg     |

#### Mandatfördelning 1970–2022
Antalet mandat i kommunfullmäktige var 41 från valet 1970 till och med valet 2002. Från valet 2006 minskades antalet mandat till 31. Största parti har Centerpartiet varit sedan valet 2010 samt i valen 1970-1991 och 1998-2002. I valet 1994 var Socialdemokraterna och Centerpartiet lika stora men Socialdemokraterna fick fler röster. I valet 2006 var Socialdemokraterna största partiet. Näst största parti har varit Socialdemokraterna i valen 1970-1991, 1998-2002 samt sedan valet 2010. I samtliga kommunval har de borgerliga partierna sammanlagt fått mer än hälften av rösterna.
Sju av åtta av Sveriges riksdagspartier finns representerade i fullmäktige. 
Socialdemokraterna, Centerpartiet, Liberalerna, Kristdemokraterna och Moderaterna har haft mandat i fullmäktige sedan valet 1970, Miljöpartiet sedan 1982 och Sverigedemokraterna sedan 2010. SD hade även mandat efter valen 1991, 1994 och 1998 men åkte ut ur kommunfullmäktige i valet 2002. Sjukvårdspartiet Västra Götaland fick ett mandat i valet 2010 men åkte ut i valet efter.
| 11 | 18 | 5 | 3 | 4 |

| 39 |

| 11 | 20 | 4 | 3 | 3 |

| 35 | 6 |

| 10 | 20 | 4 | 3 | 4 |

| 35 | 6 |

| 12 | 18 | 4 | 3 | 4 |

| 33 | 8 |

| 12 |  | 17 | 2 | 3 | 6 |

| 30 | 11 |

| 12 | 2 | 16 | 4 | 2 | 5 |

| 32 | 9 |

| 13 | 3 | 16 | 3 | 2 | 4 |

| 29 | 12 |

| 10 | 3 |  | 14 | 2 | 5 | 6 |

| 29 | 12 |

| 12 | 5 | 2 | 12 | 2 | 3 | 5 |

| 26 | 15 |

| 12 | 4 |  | 13 |  | 6 | 4 |

| 25 | 16 |

| 12 | 2 | 17 | 2 | 5 | 3 |

| 25 | 16 |

| 10 | 2 | 9 | 2 | 4 | 4 |

| 20 | 11 |

| 9 |  |  |  | 12 |  | 2 | 4 |

| 17 | 14 |

| 10 |  | 2 | 12 |  | 2 | 3 |

| 18 |  | 11 |

|  | 7 | 4 | 12 |  | 2 | 4 |

| 21 | 10 |

|  | 8 | 4 | 7 |  | 3 | 7 |

| 21 | 10 |

### Nämnder

#### Kommunstyrelse
Totalt har kommunstyrelsen 11 ledamöter.
| Presidium 2022–2026    | Presidium 2022–2026 | Presidium 2022–2026 |
| ---------------------- | ------------------- | ------------------- |
| Ordförande             | M                   | Andreas Nilsson     |
| Förste vice ordförande | C                   | Anna Johansson      |
| Andre vice ordförande  | S                   | Per-Erik Norlin     |

#### Lista över kommunstyrelsens ordförande
- Martin Carling, Centerpartiet, 2006–31 december 2022
- Rune Forsdahl, Centerpartiet, –2006[17]
- Andreas Nilsson, Moderaterna, 1 januari 2023–

Denna lista hämtas från Wikidata. Informationen kan ändras där.

#### Övriga nämnder
| Nämnd                        | Ordförande | Ordförande         | Förste vice ordförande | Förste vice ordförande | Andre vice ordförande | Andre vice ordförande |
| ---------------------------- | ---------- | ------------------ | ---------------------- | ---------------------- | --------------------- | --------------------- |
| Byggnadsnämnden              | C          | Ingvar Johanesson  | M                      | Jan Johansson          | S                     | Börje Holmqvist       |
| Barn- och utbildningsnämnden | M          | Linus Lännhult     | C                      | Niklas Johansson       | S                     | Öyvind Höiberg        |
| Socialnämnden                | C          | Kenneth Gustavsson | M                      | Britt-Marie Johansson  | S                     | Carina Halmberg       |
| Valnämnden                   | M          | Jan Johansson      | KD                     | Tommy Olsson           | S                     | Börje Holmqvist       |

## Ekonomi och infrastruktur

### Näringsliv
Centrum för kommunens näringsliv är tätorten Ed, som ligger mellan sjöarna Stora Le och Lilla Le och vid järnvägen Göteborg–Oslo. Det är också en känd turistort. I början av 2020-talet märktes Polyuretan Technology Sweden (inredningsdetaljer för bilindustrin) och Pyrotek Scandinavia AB (kemikalier) inom industrisektorn. Ett annat företag av betydelse var Sykes Sweden AB (affärstjänster). Kommunen ansvarade för en stor del av arbetstillfällena.

### Infrastruktur

#### Transporter
Från väster mot nordöst genomkorsas kommunen av länsväg 164 och från väster mot sydöst av länsväg 166. I nord-sydlig riktning genomkorsas kommunen av Norge/Vänerbanan som trafikeras av Vy:s fjärrtåg mellan Oslo och Göteborg med stopp i Ed.

## Befolkning

### Demografi
Dals-Eds kommun är till invånarantalet Västra Götalands läns minsta kommun.

#### Befolkningsutveckling
Kommunen har 4 606 invånare (31 december 2024), vilket placerar den på 276:e plats avseende folkmängd bland Sveriges kommuner.
| Befolkningsutvecklingen i Dals-Eds kommun 1970–2020 | Befolkningsutvecklingen i Dals-Eds kommun 1970–2020 | Befolkningsutvecklingen i Dals-Eds kommun 1970–2020 | Befolkningsutvecklingen i Dals-Eds kommun 1970–2020 | Befolkningsutvecklingen i Dals-Eds kommun 1970–2020 |
| --------------------------------------------------- | --------------------------------------------------- | --------------------------------------------------- | --------------------------------------------------- | --------------------------------------------------- |
|                                                     |                                                     |                                                     |                                                     |                                                     |
| År                                                  |                                                     |                                                     | Folkmängd                                           |                                                     |
| 1970                                                | 1970                                                |                                                     | 4 986                                               |                                                     |
| 1975                                                | 1975                                                |                                                     | 5 252                                               |                                                     |
| 1980                                                | 1980                                                |                                                     | 5 287                                               |                                                     |
| 1985                                                | 1985                                                |                                                     | 5 362                                               |                                                     |
| 1990                                                | 1990                                                |                                                     | 5 416                                               |                                                     |
| 1995                                                | 1995                                                |                                                     | 5 287                                               |                                                     |
| 2000                                                | 2000                                                |                                                     | 5 047                                               |                                                     |
| 2005                                                | 2005                                                |                                                     | 4 891                                               |                                                     |
| 2010                                                | 2010                                                |                                                     | 4 692                                               |                                                     |
| 2015                                                | 2015                                                |                                                     | 4 799                                               |                                                     |
| 2020                                                | 2020                                                |                                                     | 4 761                                               |                                                     |

## Kultur

### Kulturarv
Bland kommunens kulturarv finns tre gravfält; Ulleröns gravfält, Ängs gravfält och Hindalebyns gravfält. På Ulleröns gravfält begravdes kremerade människor för mer än tusen år sedan. Gåvor i gravarna visar på norskt inflytande och namnet tyder på att den en gång var helgad åt guden Ull. Ängs gravfält ligger i Ängs naturreservat och utgörs av totalt drygt 30 gravhögar, lika många stensättningar och en domarring. Hindalebyns gravfält består av gravar från vikingatiden.
Ett senare kulturarv är Parsetjärns skans, en befästning som började byggas 1940, samma år som Tyskland invaderade Norge. Syftet med skansen var att hindra tyska trupper från Norge att ta sig ner till Göteborg.

### Kommunvapen
Blasonering: En medelst vågskura bildad stam, som delas i grönt och blått, och däröver ett silverne parti att liknas vid en höjd, från vars topp uppstiger en eldslåga.
Vapnet komponerades av Carl Zakariasson och antogs av kommunen 1957. Ej fastställt av Kungl. Maj:t. Det registrerades hos PRV 2009 trots att det hade avstyrkts av Riksarkivets heraldiska nämnd eftersom det inte följer heraldikens regler.